# Honey, I'm Home
«Honey, I'm Home» — шостий сингл третього студійного альбому канадської кантрі-співачки Шанаї Твейн — «Come On Over» (1997). У США і Канаді пісня вийшла 19 серпня 1998. Пісня написана Шанаєю Твейн і Робертом Джоном Лангом; спродюсована Робертом Джоном Лангом. Музичне відео зрежисерував Ларрі Джордан; прем'єра музичного відео відбулась 19 серпня 1998.

## Музичне відео
Музичне відео зрежисерував Ларрі Джордан. Зйомки проходили у Луїсвілл штату Кентуккі, США 8 липня 1998. Прем'єра музичного відео відбулась 19 серпня 1998.

## Список пісень
1. Honey, I'm Home — 3:39
2. From This Moment On — 3:55

## Чарти
Тижневі чарти
| Чарт (1998)                      | Найвища позиція |
| -------------------------------- | --------------- |
| Canada RPM Country Singles       | 1               |
| U.S. Billboard Hot Country Songs | 1               |

Річні чарти
| Чарт (1998)                      | Найвища позиція |
| -------------------------------- | --------------- |
| Canada RPM Country Singles       | 1               |
| U.S. Billboard Hot Country Songs | 50              |